# Дев'яшина
Дев'я́шина (рос. Девяшина) — присілок у складі Ірбітського міського округу Свердловської області.
Населення — 87 осіб (2010, 114 у 2002).
Національний склад населення станом на 2002 рік: росіяни — 97 %.